# Mucropetraliella robusta
Mucropetraliella robusta är en mossdjursart. Mucropetraliella robusta ingår i släktet Mucropetraliella och familjen Petraliellidae.
Artens utbredningsområde är Röda havet. Inga underarter finns listade i Catalogue of Life.